# Sa’ib Urajkat
Sa’ib Urajkat (Saeb Erekat) (ur. 28 kwietnia 1955 w Abu Dis, zm. 10 listopada 2020 w Jerozolimie) – palestyński polityk.
Był głównym negocjatorem planów pokojowych z Izraelem. Był związany z partią Fatah.